# Olivia Liang
Olivia Liang (11 de mayo de 1993) es una actriz, directora, guionista y productora chino-estadounidense, conocida por su rol protagonista en la serie reboot Kung Fu de 2021 del canal The CW.

## Filmografía
| Año  | Título                                     | Papel                  | Notas                                     |
| ---- | ------------------------------------------ | ---------------------- | ----------------------------------------- |
| 2016 | We, Like Sheep                             | Bailarina              | Cortometraje                              |
| 2016 | Sessions                                   | Mulan                  | Actriz, guionista, directora y productora |
| 2017 | Cereal                                     | Ming                   | 1 episodio                                |
| 2017 | The Best and the Loneliest Days            | Vivian                 | Cortometraje                              |
| 2017 | Pillow Talk                                | Jenna                  | 1 episodio                                |
| 2017 | ABC Discovers: Los Angeles Talent Showcase |                        |                                           |
| 2018 | One Day at a Time                          | Suehee                 | 1 episodio                                |
| 2018 | Grey's Anatomy                             | Asistente de profesora | 1 episodio                                |
| 2019 | Dating After College                       | Wendy                  | 7 episodios                               |
| 2019 | Handle with Care: A Holiday Story          | Lisa                   | Cortometraje                              |
| 2020 | Into the Dark                              | Yuejin                 | 1 episodio                                |
| 2021 | Legacies                                   | Alyssa Chang           | 11 episodios                              |
| 2021 | Kung Fu                                    | Nicky Shen             | 13 episodios                              |